# Стадник Леонід Степанович
Леонід Степанович Стадник (нар. 5 серпня 1970, с. Подолянці, Чуднівський район, Житомирська область — 24 серпня 2014 року) — найвища людина України. Найвища людина світу з 2007 до 2014 року. Його зріст становив 2 метри 57 сантиметрів.

## Біографія
Народився 5 серпня 1970 року в селі Подолянці Чуднівського району Житомирської області. Закінчив Житомирський сільськогосподарський інститут, працював сільським ветеринаром.
Леонід почав посилено рости з 12 років — після операції з видалення доброякісної пухлини у головному мозку, в результаті якої був пошкоджений гіпофіз. Незважаючи на свій вік, він продовжував рости все життя. Високий зріст створював дуже багато проблем для Леоніда. Хвороба ніг заважала йому нормально пересуватися. Його взуття — 62-го розміру, та одяг — 70-го, шилися на спеціальне замовлення.
Помер 24 серпня 2014 року у віці 44 років у рідному селі від крововиливу в мозок. Був похований 26 серпня на сільському кладовищі.